# جيم كوتر (لاعب كرلنغ)
جيم كوتر هو لاعب كرلنغ كندي، ولد في 15 أكتوبر 1974 في كاملوبس في كندا.

## وصلات خارجية
- جيم كوتر على موقع الاتحاد الدولي للكرلنغ (الإنجليزية)
- جيم كوتر على موقع اللجنة الأولمبية الدولية (الإنجليزية)
- جيم كوتر على موقع أوليمبيديا (الإنجليزية)